# 개림초등학교
개림초등학교(開林初等學校)는 대한민국 부산광역시 부산진구 개금동에 있는 학교다.